# 嵯峨鳥居本
嵯峨鳥居本（さがとりいもと）は、京都市右京区の地区名。

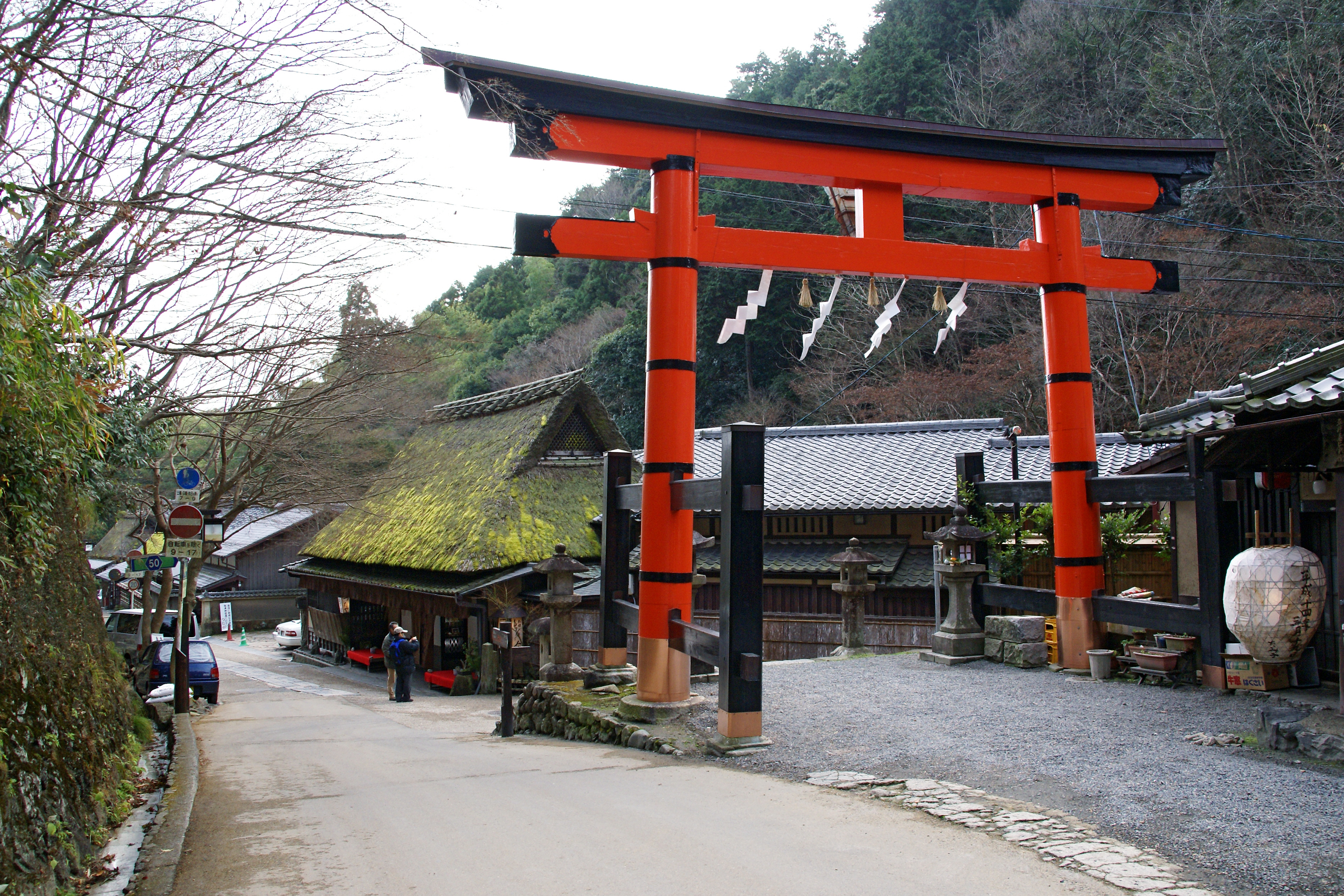
一之鳥居、背後の建物は「つたや」

## 概要
古くは「化野（あだしの）」と呼ばれ、京の人々の埋葬の地であった。現在の町並みは愛宕神社の鳥居前町として発展したもので、化野念仏寺を境に瓦屋根の町家風民家が並ぶ下地区と茅葺きの農家が多い上地区と二つの風景が共存する。

## 歴史
大宝年間（701-704年）に、修験道の祖とされる役小角と白山の開祖の泰澄によって朝日峰に神廟が創祀され、天応元年（781年）に慶俊僧都、和気清麻呂によって中興され、愛宕山に愛宕大権現を祀る白雲寺（現在の愛宕神社）が建立された。
平安時代には弘仁2年に弘法大師（空海）が五智山如来寺を開き、嵯峨天皇（大覚寺）の管理下で嵯峨鳥居本となる現在の一之鳥居が建てられ、山麓周辺の開拓がなされた。
室町時代には農林業や漁業を主体とした集落が開かれ、その後江戸時代中期になると愛宕詣の門前町として栄えた。
明治時代には町家や茶店などが愛宕街道沿いに建ち並び観光地として発展。1979年に国の重要伝統的建造物群保存地区として選定された。

## 公称町名
- （嵯峨鳥居本）化野町（あだしのちょう）
- （嵯峨鳥居本）一華表町（いっかひょうちょう）
- （嵯峨鳥居本）北代町（きただいちょう）
- （嵯峨鳥居本）小坂町（こざかちょう）
- （嵯峨鳥居本）仙翁町（せんのうちょう）
- （嵯峨鳥居本）中筋町（なかすじちょう）
- （嵯峨鳥居本）深谷町（ふかたにちょう）
- （嵯峨鳥居本）仏餉田町（ぶつしょうでんちょう）
- （嵯峨鳥居本）六反町（ろくたんちょう）

## 重要伝統的建造物群保存地区データ
- 地区名称：京都市嵯峨鳥居本
- 種別：門前町
- 選定年月日：1979年5月21日
- 選定基準：伝統的建造物群及びその周囲の環境が地域的特色を顕著に示している
- 面積：2.6ha

## 名所・旧跡・施設
- 化野念仏寺 - 空海が野ざらしとなっていた遺骸を埋葬したのに始まる。その後、法然の念仏道場となり、現在は浄土宗。拝観料　500円。
- 愛宕念仏寺 - 千二百羅漢の寺
- 京都市嵯峨鳥居本町並み保存館
- 愛宕神社 一之鳥居 - 神社まで50町（約5.5km）の場所に建てられている。
- 平野屋 - 一之鳥居前に建つ茅葺きの茶屋。鮎料理が名物。創業は江戸時代。
- つたや
- さがの人形の家 - 登録博物館

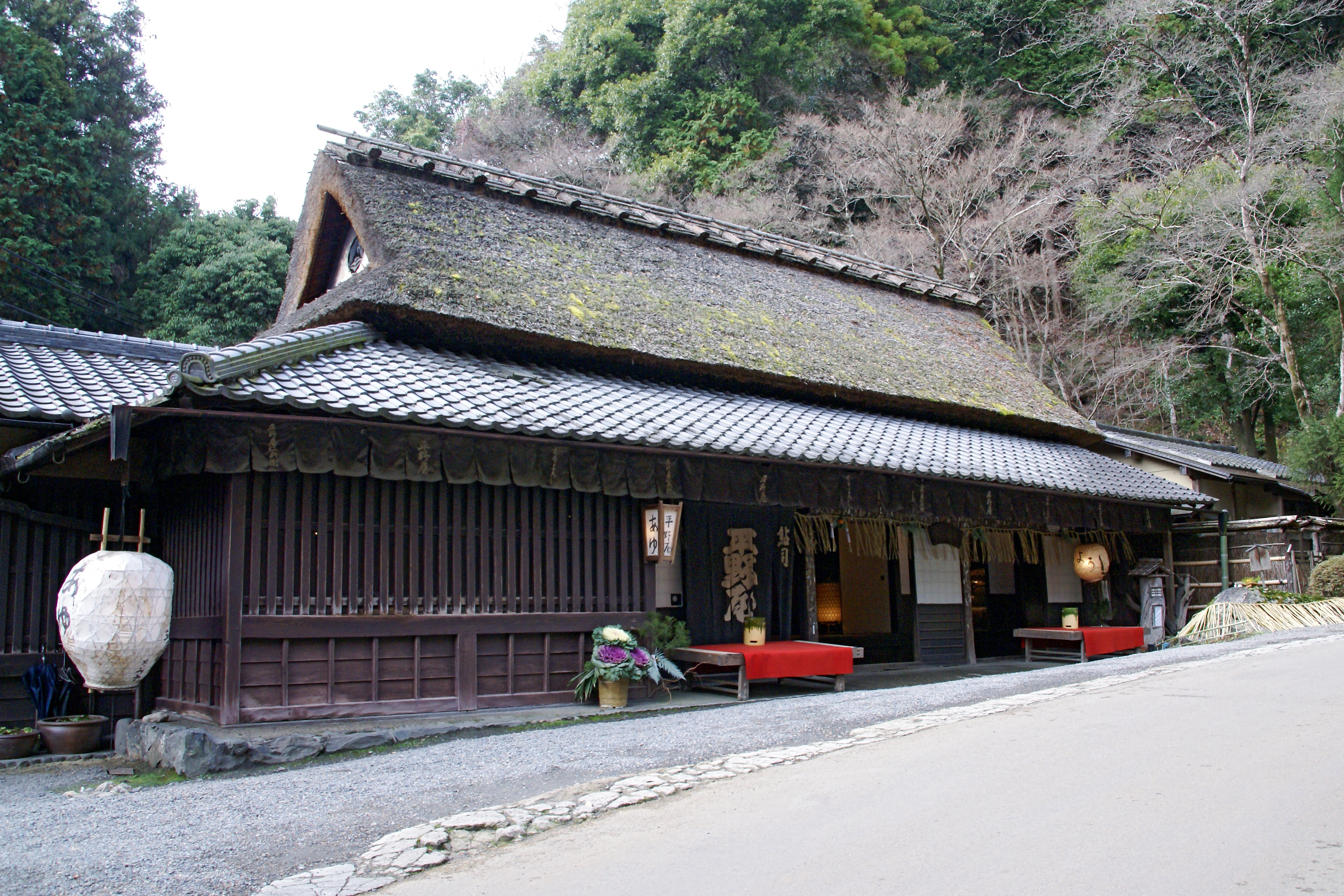
平野屋
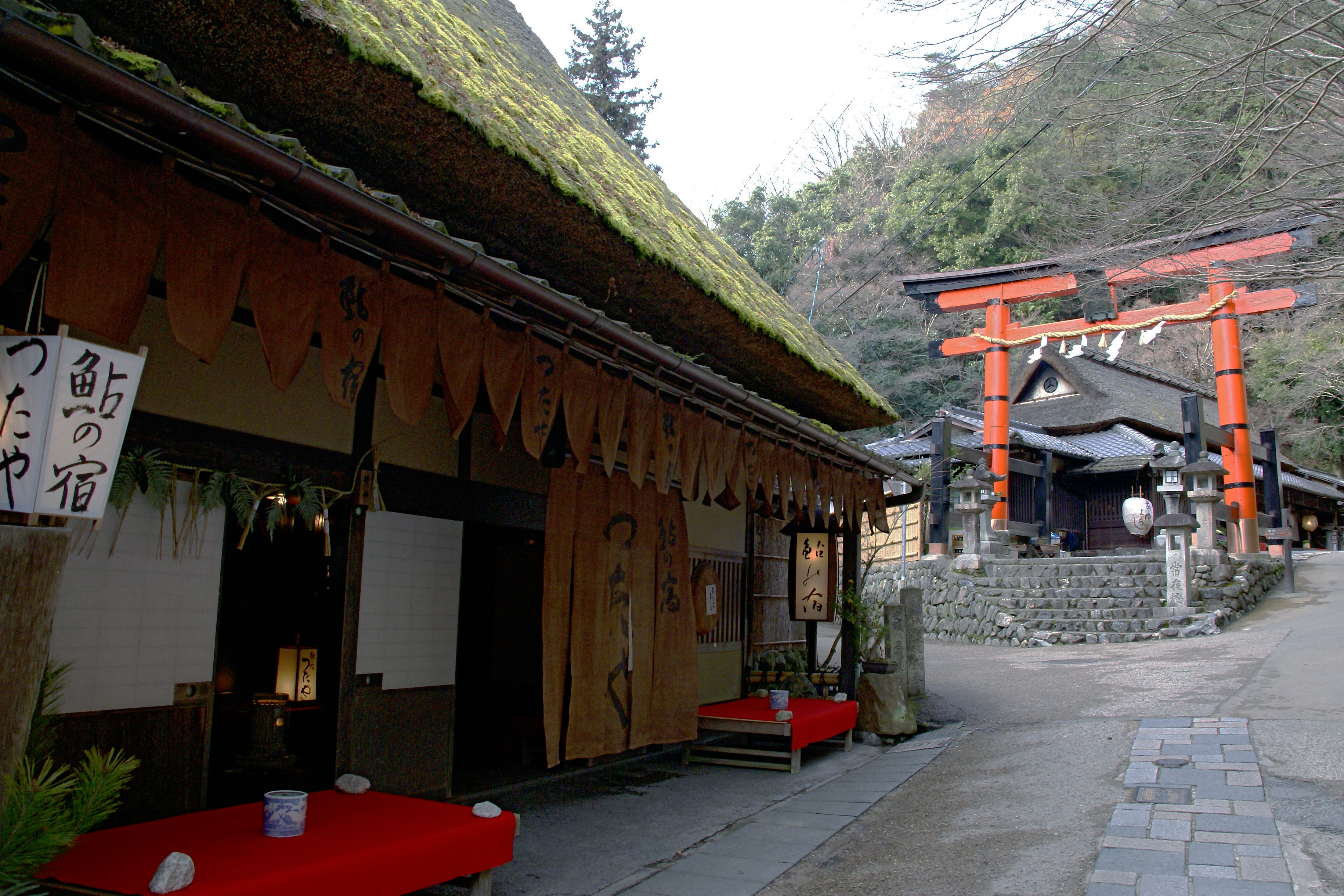
つたや
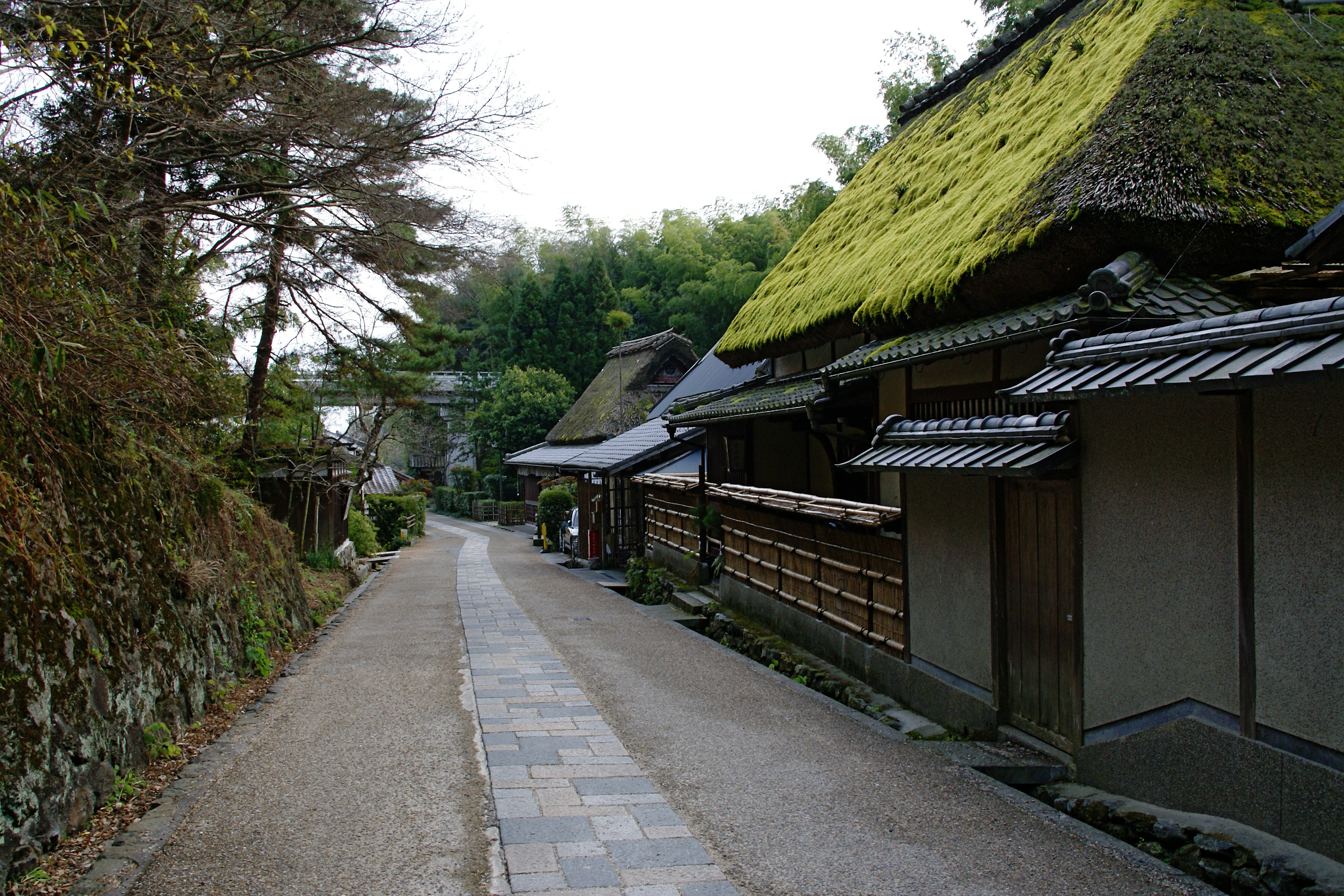
一の鳥居付近、手前は平野屋別館
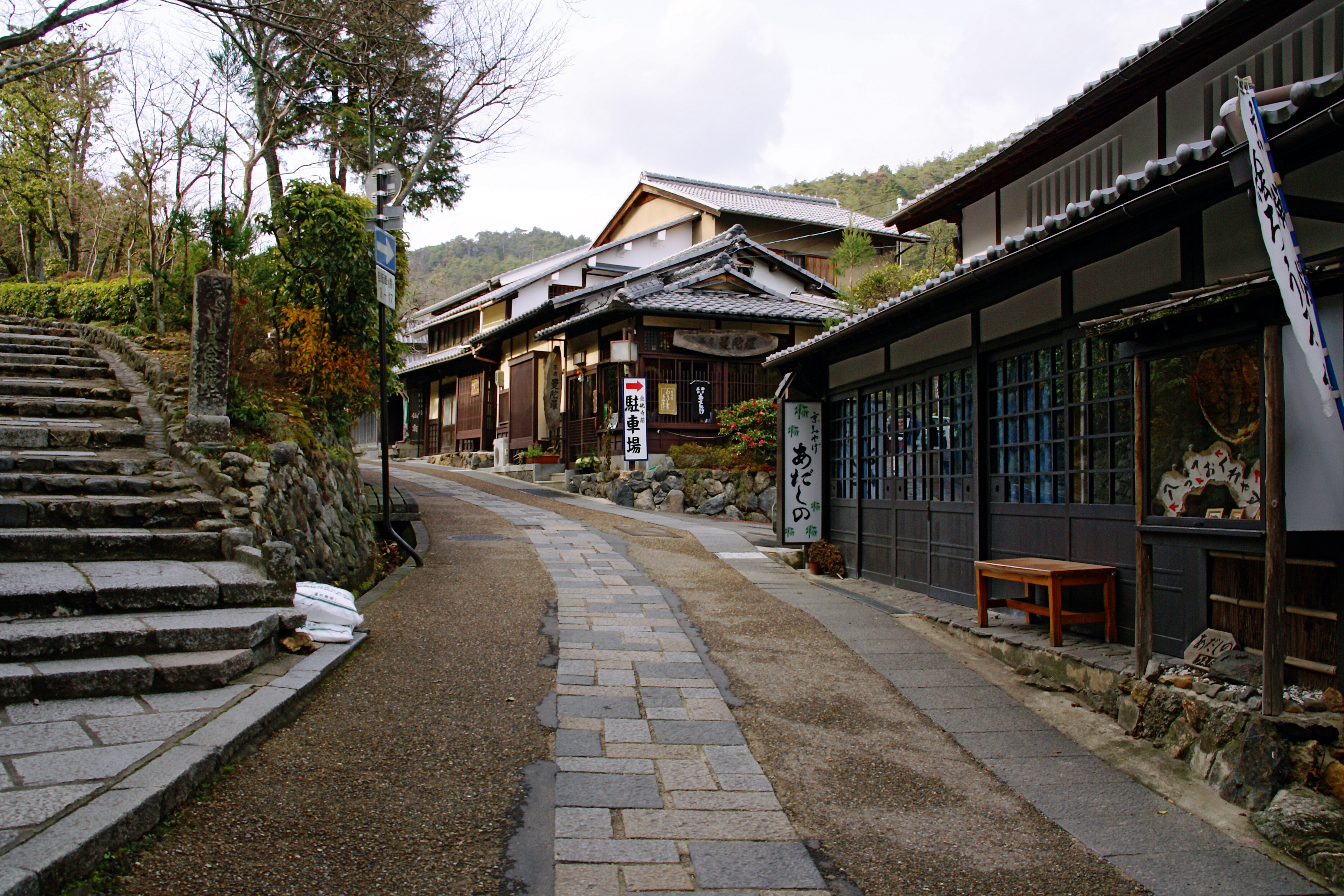
左手に化野念仏寺参道
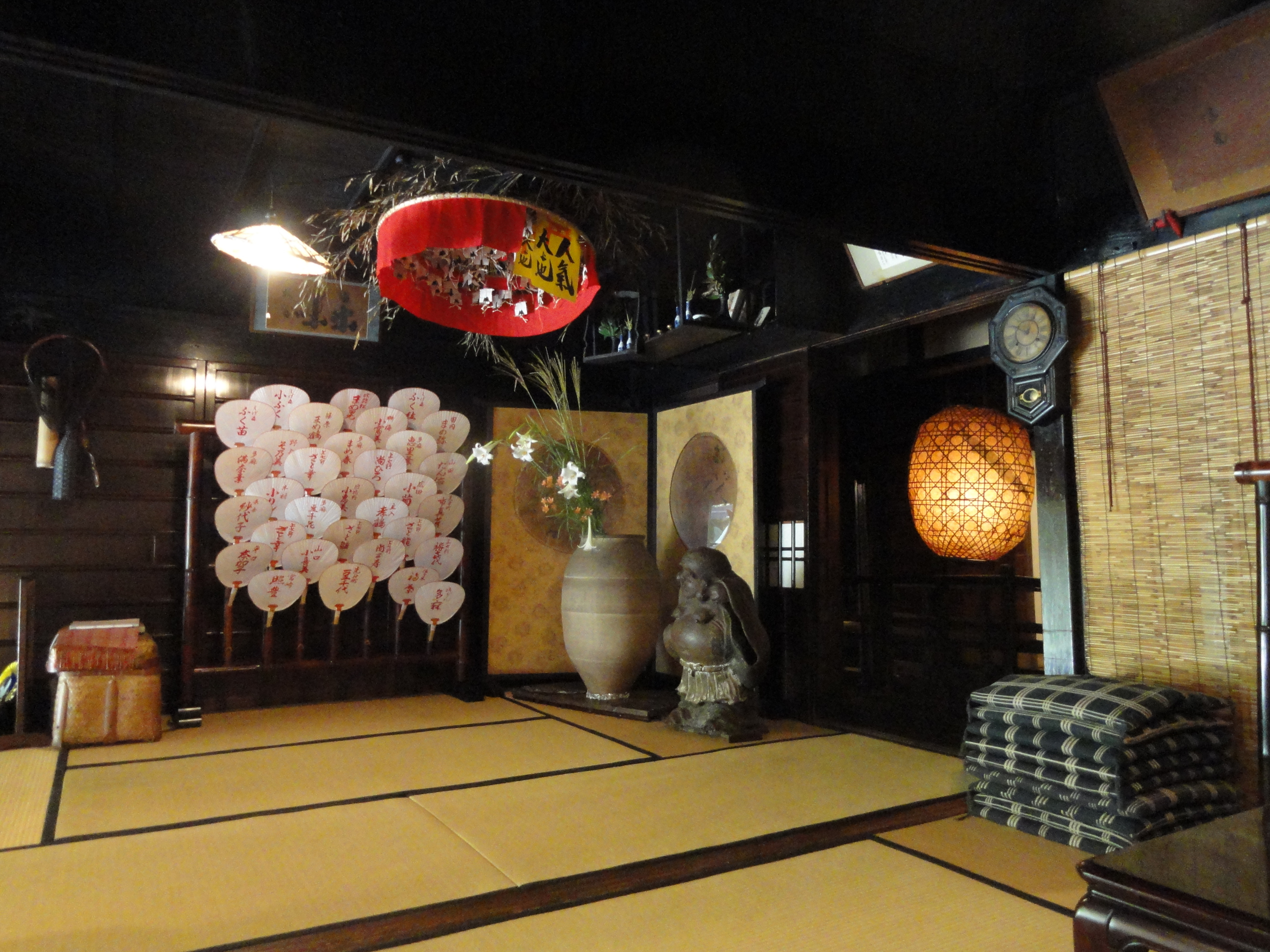
平野屋の「寄付（よりつき）の間」。金屏風、素焼きの大壺、花笠、竹製の丸提灯などで飾る。神棚も祀られている。
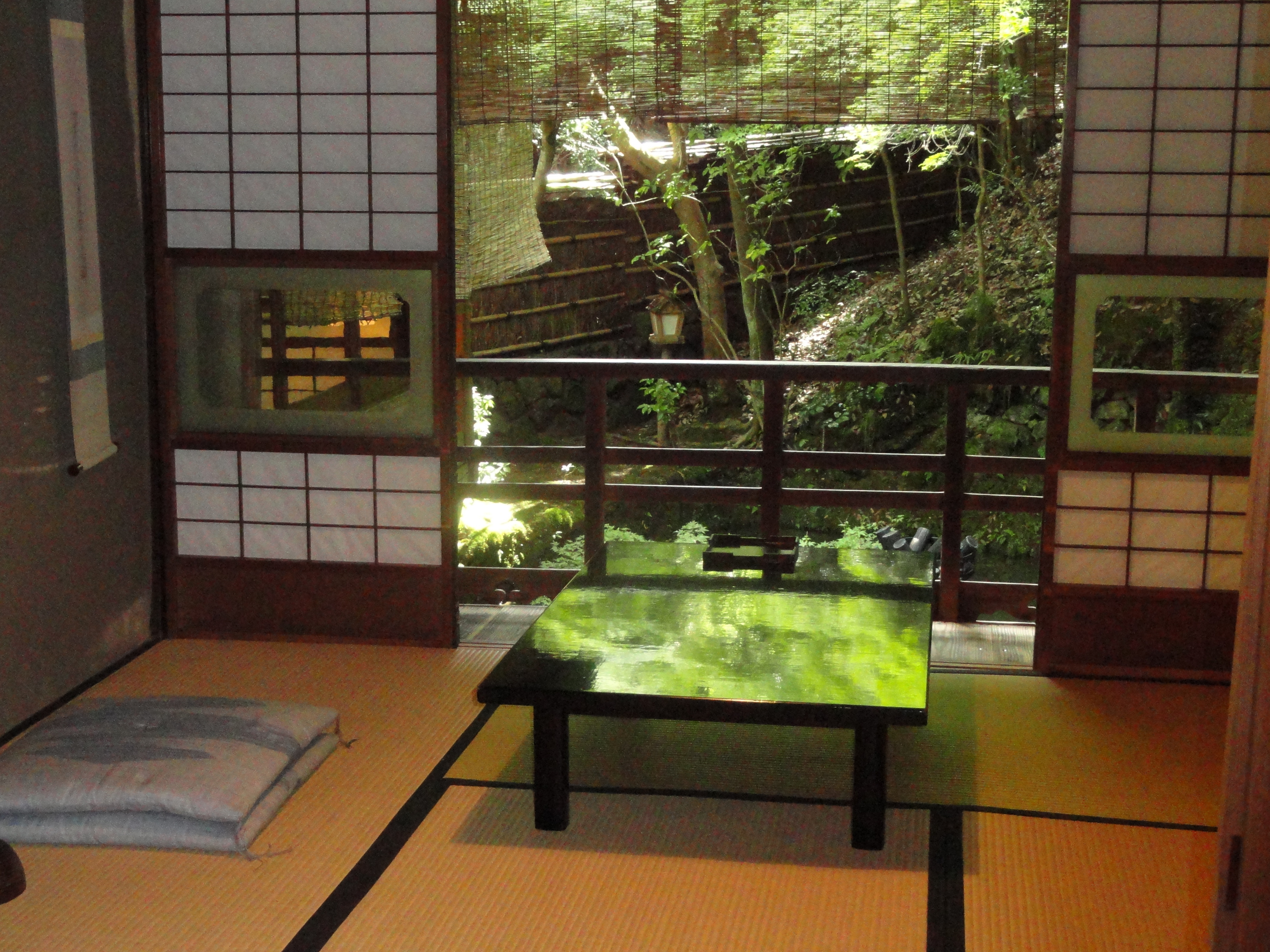
平野屋の店奥の新座敷。室外には欄干付きの小縁を設け、眼下に清流を望む。